# Navalperal de Tormes
Navalperal de Tormes ist ein Ort und eine aus zwei Siedlungskernen (Navalperal und Ortigosa) bestehende zentralspanische Berggemeinde (municipio) mit nur noch 77 Einwohnern (Stand: 2024) in der Provinz Ávila in der Autonomen Region Kastilien-León.

## Lage und Klima
Der ca. 1305 m hoch gelegene Bergort Navalperal liegt im Norden des maximal 2592 m hohen Gebirgszugs der Sierra de Gredos gut 500 m nördlich des Oberlaufs des Río Tormes. Die Provinzhauptstadt Ávila liegt gut 82 km nordöstlich; die Stadt El Barco de Ávila ist ca. 22 km in westlicher Richtung entfernt. Das Klima im Winter ist kühl, im Sommer dagegen gemäßigt bis warm; die eher geringen Niederschlagsmengen (ca. 595 mm/Jahr) fallen – mit Ausnahme der nahezu regenlosen Sommermonate – verteilt übers ganze Jahr.

## Bevölkerungsentwicklung
| Jahr      | 1857 | 1900 | 1950 | 2000 | 2019 |
| Einwohner | 612  | 734  | 600  | 143  | 82   |

Aufgrund der Mechanisierung der Landwirtschaft, der Aufgabe bäuerlicher Kleinbetriebe und dem damit einhergehenden Verlust an Arbeitsplätzen ist die Einwohnerzahl der Gemeinde seit den 1950er Jahren deutlich rückläufig (Landflucht).

## Wirtschaft
Das wirtschaftliche Leben der Gemeinde ist in hohem Maße agrarisch orientiert – früher wurde Getreide zur Selbstversorgung ausgesät; Gemüse stammte aus den Hausgärten und auch Viehzucht wurde betrieben. Seit den letzten Jahrzehnten des 20. Jahrhunderts spielt der ländliche Tourismus (turismo rural) eine immer bedeutsamer werdende Rolle im Wirtschaftsleben der Gemeinde.

## Geschichte
Obwohl der Ort zum ehemaligen Siedlungsgebiet der Vettonen gehörte, wurden bislang weder keltische, römische, westgotische noch maurische Funde entdeckt. Man muss daher annehmen, dass das hochgelegene Gebiet jahrhundertelang nur als Sommerweide für die Herden der Transhumanten diente und erst nach der Rückeroberung (reconquista) Ávilas im 11. Jahrhundert allmählich besiedelt wurde. Im weiteren Verlauf des Mittelalters und der frühen Neuzeit wurde das Gebiet am Oberlauf des Río Tormes von Piedrahita aus verwaltet.

## Sehenswürdigkeiten
Navalperal

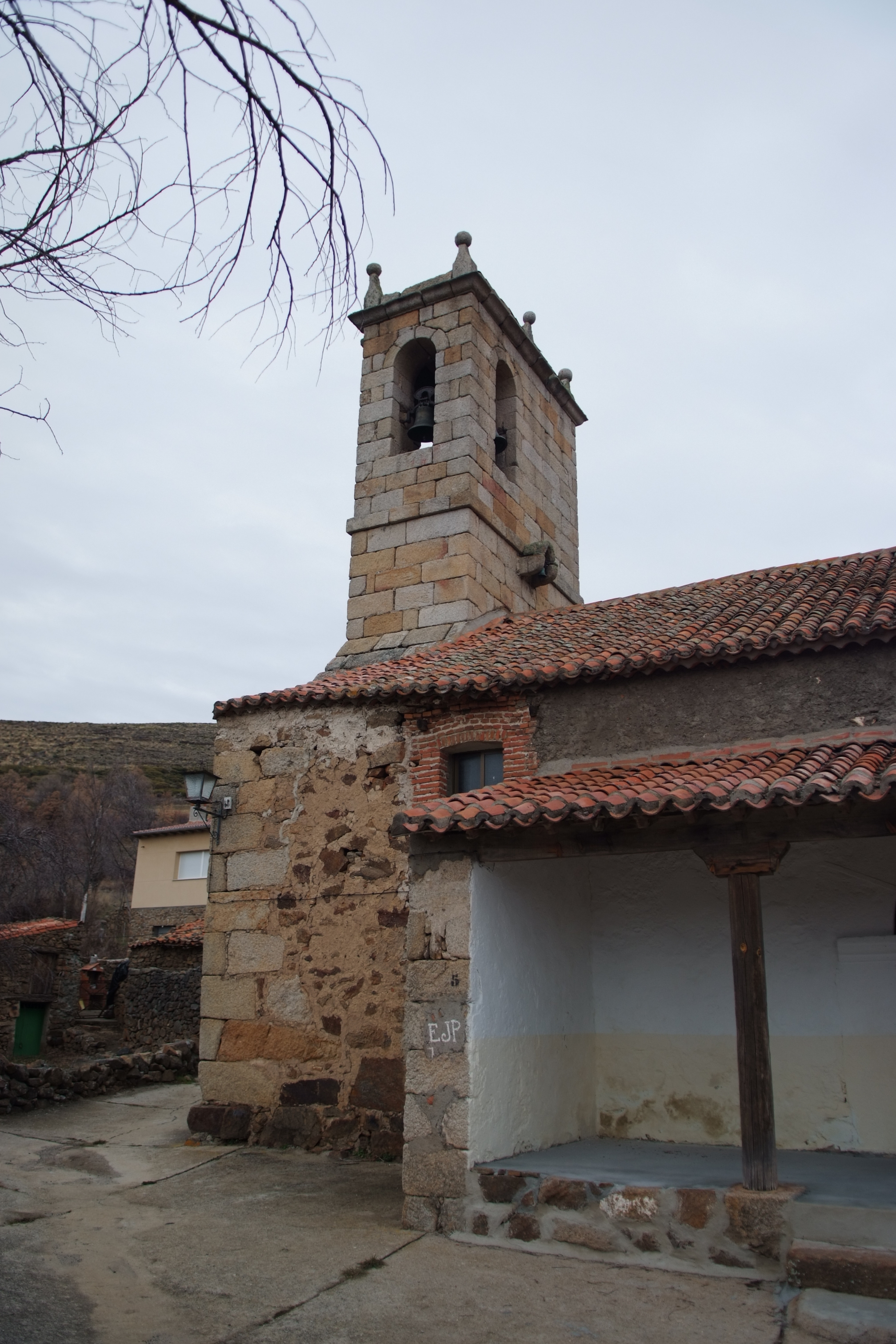
Ortigosa de Tormes – Kirche

- Die Iglesia de San Andrés Apóstol ist ein einfacher spätgotischer Kirchenbau der Zeit um 1500 mit einem separat stehenden Glockenturm (campanario) auf quadratischem Grundriss; die halbrunde Apsis wurde in den Jahren um 1570 angefügt. Der Eingang befindet sich auf der Südseite und ist durch eine Vorhalle (portico)geschützt. Die Kirche ist durch Säulenreihen in drei Schiffe geteilt; diese werden jedoch von einem einheitlichen Holzdach überspannt. Das Holzdach der deutlich kleineren Apsis wurde erneuert. Die Kanzel (pulpito) zeigt deutliche Renaissanceformen; drei interessante Altarretabel (retablos) sind der bedeutendste Schmuck des Gotteshauses.[4]
- Am Ortsrand unmittelbar neben der alten Schmiede steht ein Klauenstand (potro de herrar). Original erhalten sind nur noch die vier grob behauenen Granitpfeiler; die hölzernen Verbindungsstücke wurden ersetzt und auch die Grasabdeckung ist neu.

Ortigosa
- Die Kirche des ca. 1 km nördlich gelegenen Weilers Ortigosa de Tormes ist ganz ähnlich aufgebaut und stammt auch aus derselben Zeit. Vor allem die einfachen Malereien der Altäre erinnern an religiöse Volkskunst; aber auch die Figuren sind oft sehr einfach gearbeitet. Ausnahme ist eine nackte stehende Christuskind-Figur, deren linker Fuß zum Zeichen der Überwindung des Todes auf einem Schädel ruht.[5]